# André Bambu
André Luiz Quirino Pereira, mais conhecido como André Bambu (Ribeirão Preto, 4 de agosto de 1979) é um basquetebolista profissional brasileiro, que se aposentou no AABJ Joinville.